# Annibale degli Abati Olivieri
Annibale degli Abati Olivieri (Pesaro, 17 giugno 1708 – Pesaro, 29 settembre 1789) è stato un archeologo, numismatico e bibliofilo italiano, considerato il fondatore della Biblioteca Oliveriana di Pesaro (1787), aperta al pubblico nel 1793. È autore di opere di archeologia e di numismatica, inoltre scoprì il sito di un bosco sacro romano, il Lucus Pisaurensis.

## Biografia
Annibale Olivieri studiò prima a Bologna e poi a Pisa, località in cui seguì le lezioni di Bernardo Tanucci, Giuseppe Averani e Luigi Guido Grandi. Si laureò comunque in diritto ad Urbino nel 1727. Si trasferì quindi a Roma dove studiò soprattutto epigrafia e dove ottenne, grazie allo zio Fabio, cardinale, rarissimi reperti archeologici che depositò nel suo museo personale.
Nel 1735 Annibale tornò nella sua città natale, Pesaro, data che coincise con la sua prima pubblicazione di carattere antiquario e filologico. Due anni dopo finì il Marmora Pisaurensia notis illustrata sulle epigrafi pesaresi, tomo ampliato dall'autore fino a poco prima di morire. Nel 1738 fu la volta dell'opera di numismatica Dissertazione sopra due medaglie sannitiche. Insieme a Giovan Battista Passeri intuì anche che le tavole eugubine non erano scritte in etrusco ma in umbro. Quello che seguì fu per Annibale un periodo di lavoro intenso come testimoniano i numerosi libri da lui scritti: Dissertazione sulla fondazione di Pesaro (1754, dove sostiene l'origine greca della città), Memorie del porto di Pesaro (1774), Memorie di Gradara, terra nel contado di Pesaro (1775), Memorie di Novillara (1777) e Memorie di Alessandro Sforza signore di Pesaro (1785).
Nel 1756 donò alla comunità di Pesaro la sua libreria dotata di quasi duemila pergamene e di molte migliaia di opere a stampa e manoscritte di alto valore e significato per la storia e per la cultura della città, oltre ad una raccolta antiquaria, formata essenzialmente da materiale di scavo quasi tutto pesarese. Questa donazione costituì il primo nucleo dell'attuale biblioteca Oliveriana.